# 1,3,3,3-Tétrafluoropropène
Pour les articles homonymes, voir HFO.
Le 1,3,3,3-tétrafluoroprop-1-ène ou HFO-1234ze est une hydrofluoroléfine de formule CFH=CH-CF3. Il fait partie des réfrigérants dits de « quatrième génération » développés pour remplacer le 1,1,1,2-tétrafluoroéthane (R-134a), réfrigérant utilisé dans l'immense majorité des systèmes de climatisation automobile, présentant l’inconvénient d'avoir un potentiel de réchauffement global (PRG) de 1430. Comme ce dernier, le potentiel de déplétion ozonique (PDO) du HFO-1234ze est nul, mais son PRG est de 6, soit environ 240 fois moins que celui du R-134a.
Il peut être aussi utilisé comme gaz propulseur (dans les aérosols) ou comme agent gonflant (mousses).

## Propriétés physico-chimiques
Le 1,3,3,3-tétrafluoropropène possède 2 isomères, le cis-1,3,3,3-tétrafluoropropène et le trans-1,3,3,3-tétrafluoropropène.